# Motikal Tanda, Kudligi
Motikal Tanda là một làng thuộc tehsil Kudligi, huyện Bellary, bang Karnataka, Ấn Độ.